# حجر النسر
قلعة حجر النسر هي قلعة حصينة شاهقة شيدها ابن عم أحمد مزوار الإدريسي، الأمير محمد بن إبراهيم بن محمد بن أبي القاسم بن إدريس الأزهر. ولما تلاحق الأدارسة بهذه القلعة زحف إليهم موسى بن أبي العافية سنة 317 هـ/ 929-930م وحاصرهم بها مدة يريد استئصال شأفتهم لولا أن عذله رؤساء المغرب فرجع عنهم .
وهناك مات أحمد مزوار عام 350 هـ/ 961-962م ودفن بقلعة حجر النسر.

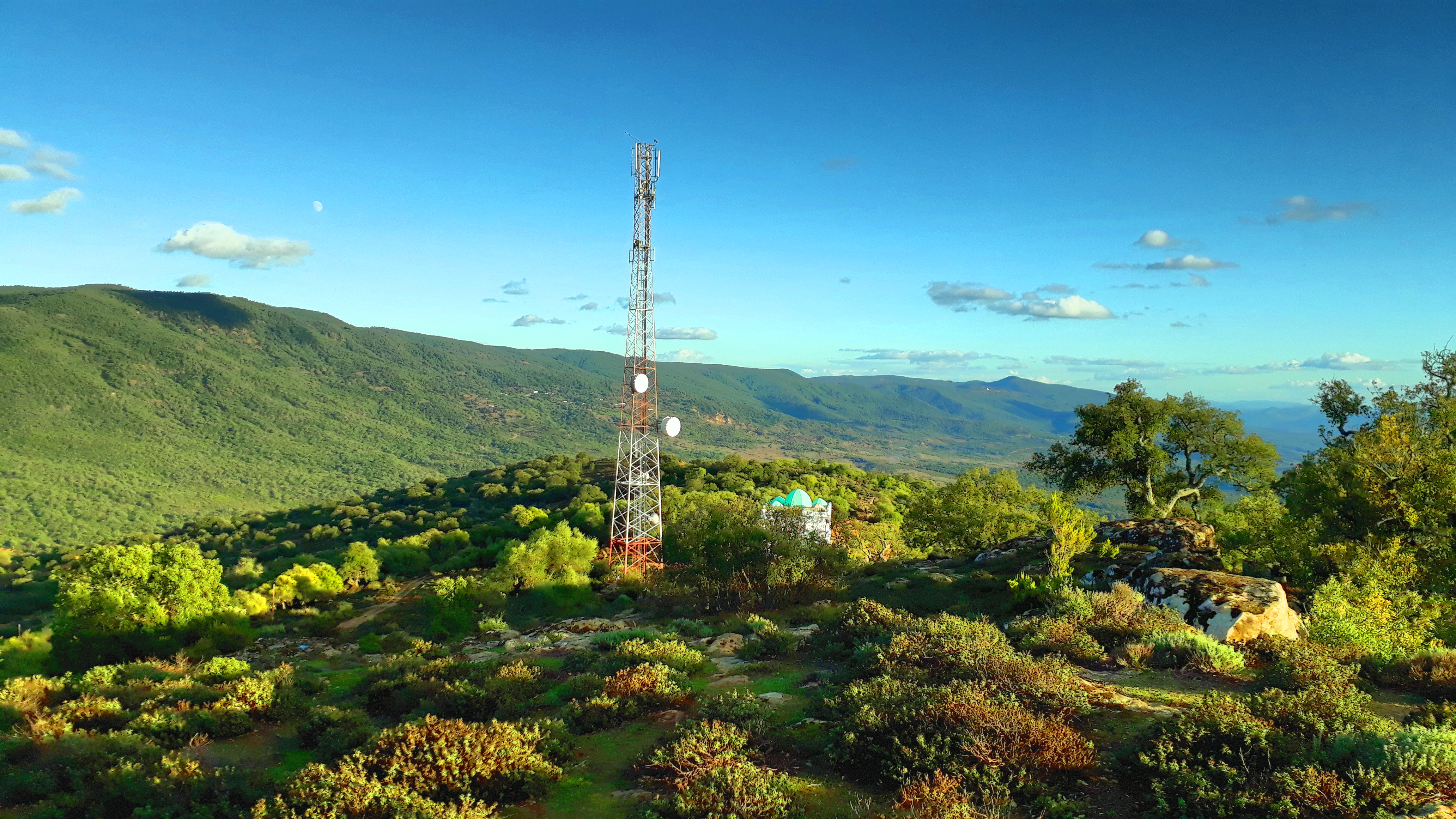
موقع حجر النسر